# Clines Corners
Clines Corners è una comunità non incorporata degli Stati Uniti d'America della contea di Torrance nello Stato del Nuovo Messico. Clines Corners si trova all'incrocio tra la Interstate 40 e la U.S. Route 285, 21,6 miglia (34,8 km) ad est di Moriarty. La comunità fu fondata nel 1937 da Roy E. Cline, che costruì un punto di sosta in quella che allora era l'incrocio tra la U.S. Route 66 e la US 285; il punto di sosta, noto come Clines Corners Retail Center, ha ora dimensioni superiori a 30 000 piedi quadri (2 800 m²).